# Hibbing
Hibbing és una població dels Estats Units a l'estat de Minnesota. Segons el cens del 2000 tenia 17.071 habitants.

## Demografia
Segons el cens del 2000, Hibbing tenia 17.071 habitants, 7.439 habitatges, i 4.597 famílies. La densitat de població era de 36,3 habitants per km².
Dels 7.439 habitatges en un 27,7% hi vivien nens de menys de 18 anys, en un 48,3% hi vivien parelles casades, en un 9,6% dones solteres, i en un 38,2% no eren unitats familiars. En el 33,5% dels habitatges hi vivien persones soles el 15,5% de les quals corresponia a persones de 65 anys o més que vivien soles. El nombre mitjà de persones vivint en cada habitatge era de 2,24 i el nombre mitjà de persones que vivien en cada família era de 2,86.
Per edats la població es repartia de la següent manera: un 22,8% tenia menys de 18 anys, un 9,1% entre 18 i 24, un 24,5% entre 25 i 44, un 23,8% de 45 a 60 i un 19,8% 65 anys o més.
L'edat mediana era de 41 anys. Per cada 100 dones de 18 o més anys hi havia 89,4 homes.
La renda mediana per habitatge era de 33.346 $ i la renda mediana per família de 43.558 $. Els homes tenien una renda mediana de 38.064 $ mentre que les dones 22.183 $. La renda per capita de la població era de 18.561 $. Entorn del 8,1% de les famílies i l'11,7% de la població estaven per davall del llindar de pobresa.

## Poblacions més properes
El següent diagrama mostra les poblacions més properes.